# Спасское (Грязовецкий район)
Спасское — деревня в Грязовецком районе Вологодской области.
Входит в состав Сидоровского муниципального образования (с 1 января 2006 года по 9 апреля 2009 года была центром Лежского муниципального образования), с точки зрения административно-территориального деления — центр Лежского сельсовета.
Расстояние до районного центра Грязовца по автодороге — 34 км, до центра муниципального образования Сидорово по прямой — 23 км. Ближайшие населённые пункты — Канево, Засечное, Красноселье, Майский, Лежа.
По переписи 2002 года население — 326 человек (136 мужчин, 190 женщин). Преобладающая национальность — русские (97 %).